# Alberto Van Gurp
Alberto Van Gurp (Saint Croix, 3 agosto 1990) è un ex calciatore americo-verginiano, di ruolo difensore o centrocampista.

## Carriera

### Club
Dopo aver giocato per i South Florida Bulls, passa ai Virginia Tech Hokies.

### Nazionale
Ha giocato con la Nazionale delle Isole Vergini Americane Under-17.
Con la Nazionale maggiore ha preso parte a due gare di qualificazione per il Mondiale 2014 in Brasile.